# Смолярка
Смолярка (бел. Смалярка) — деревня в Берёзовском районе Брестской области Беларуси. Входит в состав Соколовского сельсовета.

## География
Деревня находится в центральной части Брестской области, к востоку от реки Ясельды, при автодороге Н-26113, на расстоянии приблизительно 3 километров (по прямой) к востоку от города Берёза, административного центра района. Абсолютная высота — 144 метра над уровнем моря. Площадь населённого пункта — 0,2945 км².

## История
По состоянию на 1905 год, в Смолярке проживало 86 человек. В административном отношении деревня входила в состав Березской волости Пружанского уезда Гродненской губернии.
Согласно Рижскому мирному договору (1921), деревня вошла в состав межвоенной Польши. Входила в состав гмины Берёза Картузская Пружанского повета Полесского воеводства Польши. В 1921 году числилось 52 жителя, проживавших в 9 домах. В этническом составе населения того периода поляки составляли 100 %. В конфессиональном составе населения преобладали православные христиане (86,5 %).
С 1939 года в БССР.

## Население
По данным переписи 2019 года, в деревне проживало 30 человек.
| Год  | Население, человек |
| ---- | ------------------ |
| 1905 | 86                 |
| 1921 | ↘ 52               |
| 2009 | ↘ 33               |
| 2019 | ↘ 30               |